# Bezkolenec modrý
Bezkolenec modrý (Molinia caerulea) je trsnatá tráva rostoucí roztroušeně na loukách, slatích a rašeliništích.

## Rozšíření
Roste v celé Evropě, od Islandu přes Španělsko až po Turecko, v Rusku až k Uralu a dále na Kavkaze a ve Střední Asii. Vyskytuje se také na severu Afriky okolo Středozemního moře. Druhotně se dostal do Kanady a Spojených států severoamerických. V České republice vyrůstá nejčastěji ve vyšších polohách, často až v subalpínském stupni.
Roste na bahnitých a rašelinných loukách a na okrajích lesů, vyhledává zamokřené půdy s nedostatkem živin a přebytkem organické hmoty. Nejlépe mu svědčí slunečná stanoviště, roste však i v polostínu. Nejhojněji se vyskytuje na místech, kde bývá půdní profil z jara zcela nasycen vodou. Jeho výskyt vždy signalizuje nejvyšší stupeň degradace travnatého porostu.

## Popis
Je to vytrvalá, plně mrazu odolná travina tvořící husté trsy o průměru až 30 cm vyrůstající z dřevnatějícího oddenku. Trsy jsou tvořeny nahloučenými stébly klonálního původu nesoucími blízko povrchu půdy uzlinu (kolénko), pod kterým se nachází bazální internodium cibulkovitého tvaru. Je to přezimující orgán ve kterých jsou zásobní látky, např. bílkoviny a škroby, nutné pro růst v příštím roce. Z jeho pupenů umístěných ve spodní části mohou vyrůst až 3 nová dutá stébla vysoká 0,5 až 1,2 m, která s květní latou dosahují výšky téměř 2 m. Mívají v průměru po 7 listech dlouhých až 60 cm a širokých od 0,5 do 1 cm. Tyto světlezelené listy, které bývají obvykle od 2/3 délky převislé, vyrůstají z hustě stěsnaných listových pochev v přízemní části stébla. Rozptýleně chlupaté pochvy zakrývají všechna zpevňující kolénka a rostlina na prvý pohled působí jako by je neměla. Ploché listové čepele, mírně drsné a v dolní části brvité jsou v pochvách stočené, místo jazýčků mají jen věneček chlupů. Na konci vegetační sezony, která trvá jen od počátku května do konce září, listy usychají a v místě své pochvy opadávají.
Drobné, podlouhlé vejčité, obyčejně ocelově zabarvené klásky jsou ve spodu objaté dvěma nestejnými plevami. Vytvářejí úzkou, podlouhlou, nejčastěji staženou a přetrhovanou, téměř klasovitou latu, která spočívá na nestejně dlouhých drsných stopkách. Květenství dosahují délky až 80 cm. Plevy jsou kratší než nejbližší pluchy a je v nich po 2 až 4 kvítcích, z nichž ten nejvýše umístěný bývá nejčastěji zkrnělý, proto je mnohdy v celém klásku jen jediný funkční kvítek. Nahoře zašpičatělé pluchy jsou nekýlnaté, vynikle třížilné, včetně plušek jsou bezosinné. Tyčinky mají fialové prašníky a semeník nese dvě pérovité, nachově zbarvené blizny vyčnívající po stranách klásku. Kvete v červenci až srpnu. Plodem je velmi drobná obilka, 1000 obilek váží přibližně 0,6 gramů (obilky pšenice asi 50 g).

## Význam
Bezkolenec modrý má jako krmná rostlina velmi malou hodnotu. Píce je tvrdá, drsná a listy obsahují kyanogenní glykosidy, z kterých se uvolňuje kyselina kyanovodíková. Na pastvě není dobytkem spásána. Pokud nechtěně v pokoseném travnatém porostu převládá, je nejlépe takovou biomasu použít jako stelivo.
Byly vyselektovány ozdobné variety dorůstající do různých výšek a mající např. panašované listy. V kombinaci s jinými travinami, trvalkami a keříky se vysazují do ozdobných louček, rašelinišť a vřesovišť. Pro zachování pěkného vzhledu je nutno rostlinám zajistit v průběhu roku dostatek vláhy a neopadlé uschlé listy před jarním rašením seřezat cca 5 cm nad terénem.

## Vývojové fáze

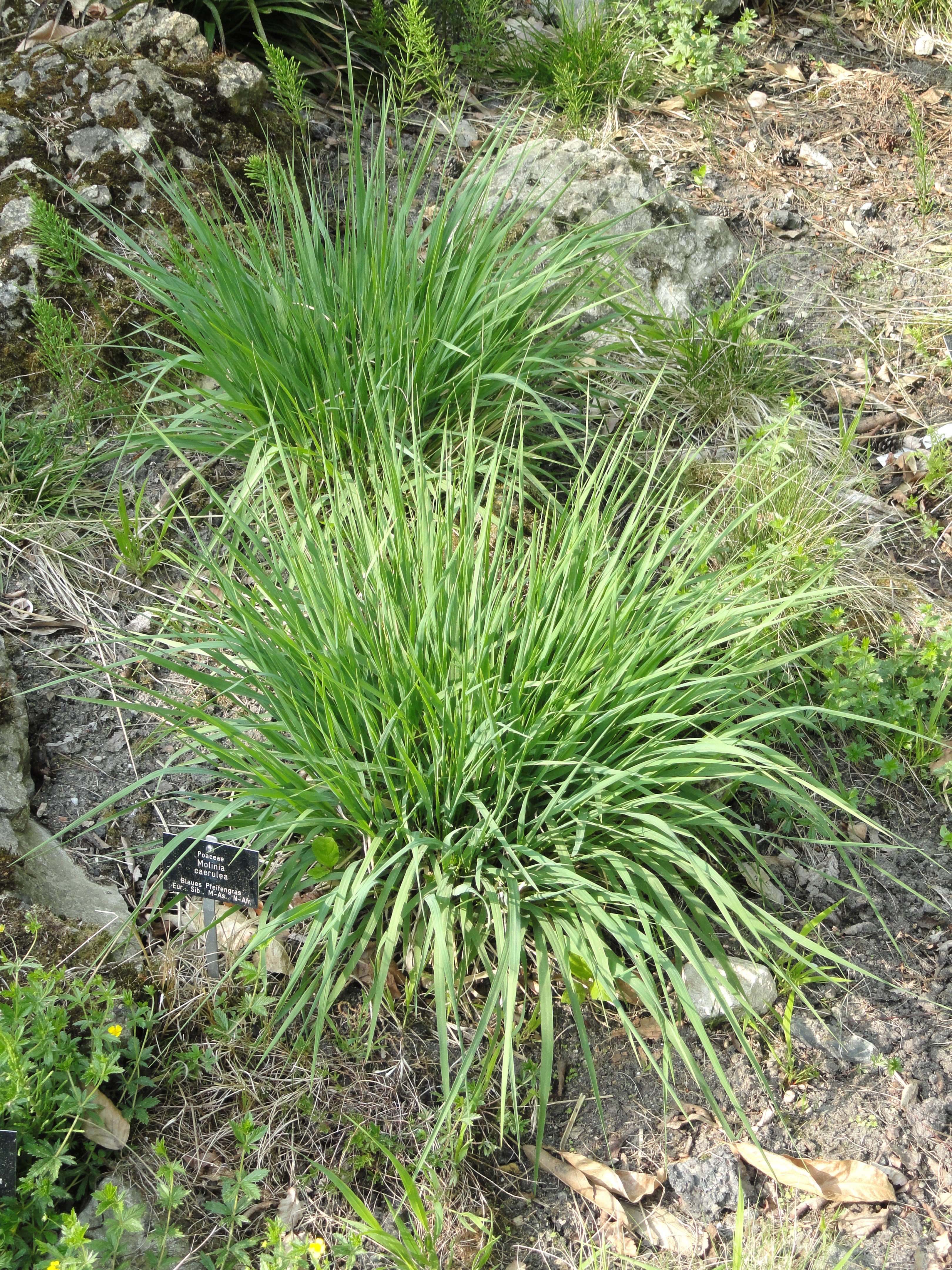
Rašící rostlina
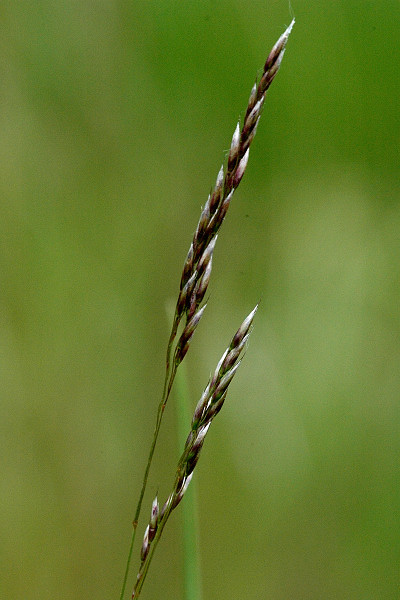
Mladý klas
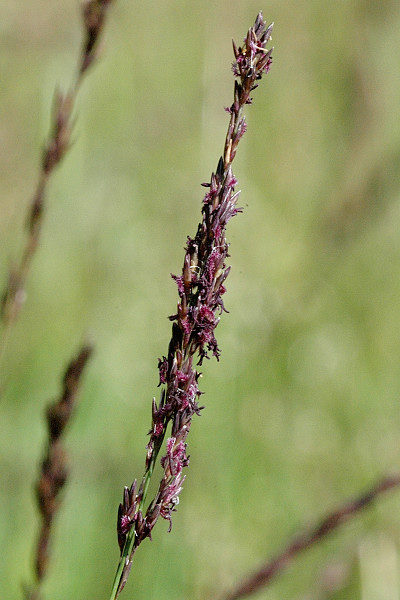
Rozkvetlý klas
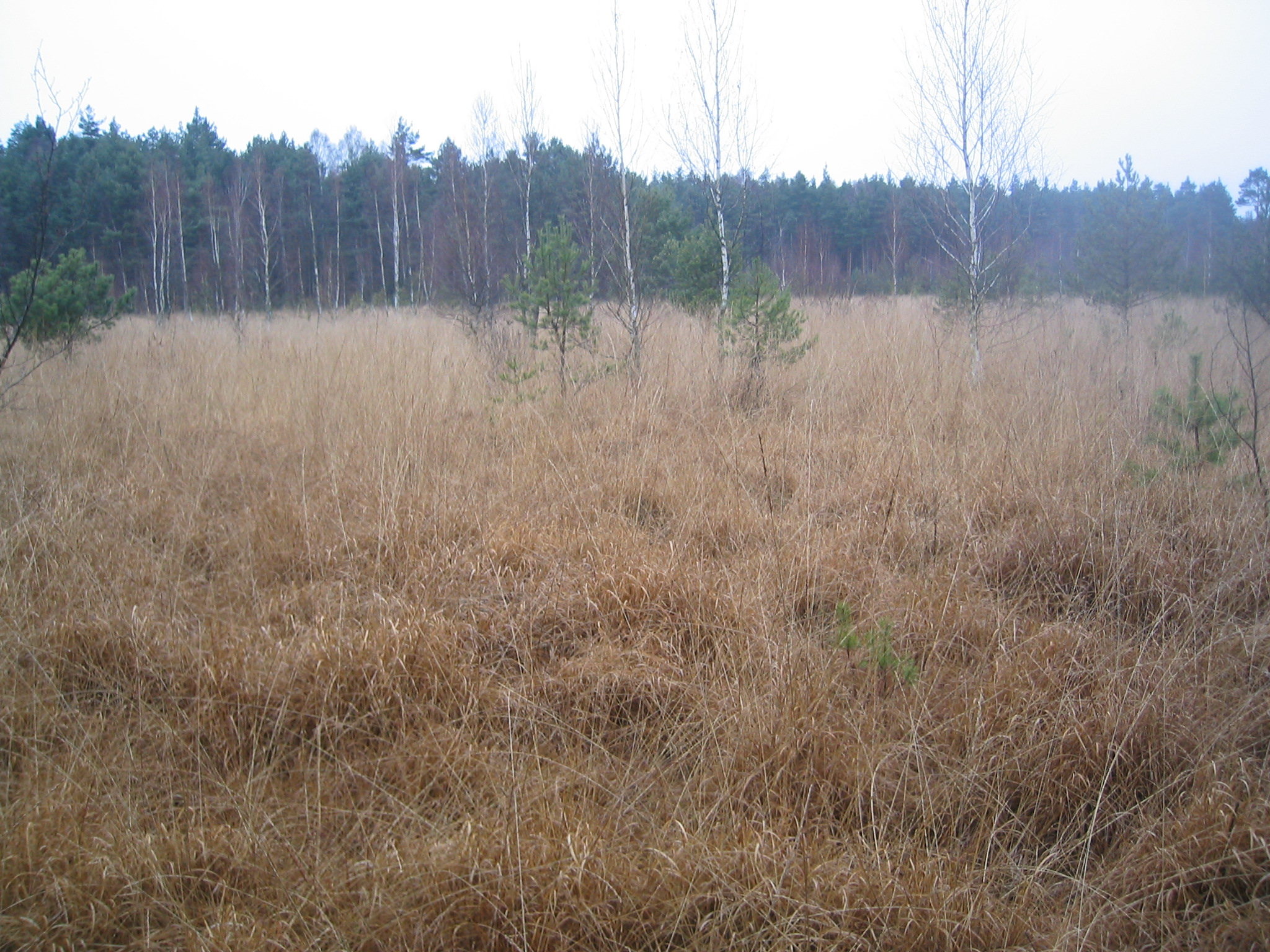
Před příchodem zimy